# Lino DiSalvo
Pour les articles homonymes, voir Deblois.
Lino DiSalvo est un animateur, réalisateur, auteur, chef de l’animation et un directeur de la création italo-américain né le 5 juin 1974 à New York.
Il a notamment été chef de l’animation et animateur superviseur du personnage Hans sur La Reine des neiges et animateur superviseur sur Raiponce et Volt, star malgré lui. Récemment, il est devenu réalisateur et auteur de l’histoire originale sur Playmobil, le film. Il continue en ce moment aux mêmes postes sur son prochain film d’animation inspiré du folklore italien : The Badelisc.

## Biographie
Lino DiSalvo est un réalisateur, animateur, scénariste et comédien de doublage italo-américain. Né à Brooklyn dans la ville de New York, il a été élevé à Franklin Square, Long Island. Ses parents ont immigré aux États-Unis d’une petite ville de Sicile, nommée Casteldaccia, pour avoir un meilleur avenir.
Enfant, Lino fut passionné par les premiers longs-métrages d’animation des studios Walt Disney Pictures comme Dumbo, Blanche-Neige et les Sept Nains, Bambi ou encore Fantasia. C’est après avoir regardé Le Roi lion en 1994 qu’il décida de travailler dans l’animation. Ses parents l’encouragèrent à réaliser son rêve en l’inscrivant au Vancouver Film School au Canada. 
Après avoir obtenu son diplôme, il intègre le studio d’animation de ses rêves : Walt Disney Animation Studios.
Durant 17 ans, il fit preuve de ses talents en participant à la création des effets visuels des films Inspecteur Gadget et 102 Dalmatiens. Il est animateur sur les longs-métrages Chicken Little et Bienvenue chez les Robinson.
Il devient ensuite animateur superviseur sur Volt, star malgré lui et sur deux deux courts-métrages pour la télévision créés et réalisés par Stevie Wermers et Kevin Deters sur des lutins du Père Noël.
Il reprend le même poste sur Raiponce en dirigeant tous les animateurs du film, aux côtés du chef de l'animation Glen Keane et des animateurs superviseurs John Kahrs et Clay Kaytis.
Il devient chef de l’animation sur le long-métrage d’animation oscarisé, La Reine des neiges, libre adaptation du célèbre conte d’Hans Christian Andersen. Il est également co-créateur et co-superviseur du personnage Hans, avec Hyrum Virl Osmond, l’animateur superviseur Olaf. Sa participation de l’animation par ordinateur sur ce dessin animé a été saluée et grassement récompensée par de nombreuses personnes.
Il quitte les studios Disney en devenant, de 2014 à 2017, directeur de la création chez Paramount Animation. Il est crédité sur les films Bob l'éponge, le film : Un héros sort de l'eau et Monster Cars, où il a apporté une aide importante pour ces films.
Il finit par rejoindre l’entreprise franco-américano-canadienne ON Entertainment, située à Paris et à Montréal, en tant que responsable de la création chez ON Animation Studios (connu pour ses films tels que Le Petit Prince ou Mune : Le Gardien de la Lune.
Il accepta avec enthousiasme de réaliser le prochain film d’animation de ce studio français, qui sera également son premier long-métrage, dérivé des célèbres jouets Playmobil. Qui plus est, Lino aimait beaucoup ces jouets durant son enfance, tout comme ses enfants aujourd’hui. Il écrivit l’histoire d’origine en y mettant de la magie et de l’émotion qu’il a connues durant ses 17 années passées chez Disney. Il confia l’écriture du scénario à trois anciens scénaristes de Disney, Greg Erb, Blaise Hemingway et Jason Oremland. Le film a la particularité d’être un film mêlant prise de vues réelles et animation 3D. 
Pour le festival international du film d'animation d'Annecy 2019, Playmobil, le film ouvre ce festival considérée comme la Mecque de l’animation. Lino a également organisé une exposition « C’est dans la boîte ! » où il présente le making-of du film et les étapes pour créer un film d’animation. L’exposition a époustouflé les habitants d’Annecy et les festivaliers. 
Si les critiques et les entrées au box-office ne sont pas fameuses, le public est, par contre, impressionné et enthousiaste envers ce film mettant en scène des Playmobil.
Il travaille sur un long-métrage d’animation intitulé The Badalisc dont il est le réalisateur et le co-scénariste avec Peter Ackerman (notamment coscénariste sur L'Âge de glace et Angry Birds : Copains comme cochons). Le film montrera un univers de monstres, de sorciers et de sorts magiques largement inspiré du folklore italien et imprégné de l’héritage culturel de Lino.

## Filmographie

### Réalisateur
- 2019 : Playmobil, le film
- 2022 : Le Badelisc

### Auteur
- 2019 : Playmobil, le film (histoire originale) sur scénario de Blaise Hemingway, Jason Oremland et Greg Erb
- 2022 : Le Badelisc (histoire originale) sur scénario de Peter Ackerman

### Animateur
- 1999 : Inspecteur Gadget
- 2000 : 102 Dalmatiens
- 2002 : Le Règne du feu
- 2003 : Kangourou Jack
- 2005 : Chicken Little
- 2007 : Bienvenue chez les Robinson
- 2008 : Volt, star malgré lui animateur superviseur avec Wayne Untenn
- 2009 : Lutins d'élite, mission Noël animateur superviseur
- 2010 : Raiponce animateur superviseur avec John Kahrs, Clay Kaytis (en), Glen Keane et Mark Mitchell
- 2011 : Lutins d'Élite: Opération Secret du Père Noël (en) (Prep & Landing: Naughty vs. Nice)
- 2013 : La Reine des neiges chef de l’animation, co-superviseur et co-créateur du personnage de Hans avec Hyrum Virl Osmond
- 2014 : Le Festin (Feast)

### Acteur
- 2008 : Volt, star malgré lui : Vinnie
- 2009 : Lutins d'élite, mission Noël
- 2019 : Playmobil, le film : Robotiron